# Michael Fincke
Edward Michael Fincke (* 14. března 1967 Pittsburgh, Pensylvánie, USA) je americký vojenský pilot a astronaut NASA, 432. člověk ve vesmíru. Má za sebou dva půlroční lety a jeden kratší let na Mezinárodní vesmírnou stanici (ISS). Na ISS pobývá i při svém současném čtvrtém letu, z něhož by se měl vrátit počátkem roku 2026.

## Mládí a vzdělání
Michael Fincke pochází z Pensylvánie. 
Roku 1989 získal dva tituly bakaláře na MIT (v oboru aeronautiky a astronautiky a v oboru věd o Zemi, atmosféře a planetách. Léto 1989 strávil na stáži v Moskevském leteckém institutu Serga Ordžonikidzeho. O rok později se na Stanfordově univerzitě stal magistrem. Druhý magisterský titul (z planetární geologie) získal na University of Houston–Clear Lake roku 2001. 

## Vojenská kariéra
Od roku 1990 sloužil u vojenského letectva jako inženýr pro testování kosmických systémů, roku 1994 absolvoval školu zkušebních pilotů, od ledna 1996 sloužil v Japonsku ve funkci koordinátor prací na japonsko-americkém projektu stíhačky XF-2. Nalétal 30 typech letadel nalétal více než 2000 letových hodin.

## Astronaut
V květnu 1996 byl v 16. náboru NASA vybrán mezi astronauty. Po dvouletém kurzu všeobecné kosmické přípravy získal kvalifikaci letový specialista.
V červenci 1999 byl zařazen do záložní posádky Expedice 4. Dalšími členy posádky byli Gennadij Padalka a Stephen Robinson. Expedice 4 startovala v prosinci 2001.
V březnu 2002 byl určen do hlavní posádky Expedice 9 s Gennadijem Padalkou a Olegem Kononěnkem. Současně byl v dubnu – prosinci 2002 členem záložní posádky Expedice 6. Po havárii Columbie byly plány letů a složení expedic několikrát změněny, nakonec byla posádka Padalka, Fincke koncem ledna 2004 stanovena hlavní pro Expedici 9.

### 1. kosmický let (Sojuz TMA-4 / ISS)
Oba kosmonauti ještě s nizozemským astronautem ESA André Kuipersem odstartovali do vesmíru 19. dubna 2004 na palubě Sojuzu TMA-4. Nahradili kolegy z Expedice 8 a na půl roku se zabydleli na stanici. V říjnu je vystřídali členové Expedice 10. Padalka s Finckem (a Jurij Šargin přiletivší s Expedicí 10) přistáli v Kazachstánu 24. října 2004 po 187 dnech, 21 hodinách a 16 minutách letu.

### 2. kosmický let (Sojuz TMA-13 / ISS)
V říjnu 2005 nahradil Johna Grunsfelda v záložní posádce Expedice 13, v ní se připravoval do března 2006. Od srpna 2006 do října 2007 byl velitelem záložní posádky Expedice 16 (s Saližanem Šaripovem). V únoru 2007 byla posádka Fincke, Šaripov jmenována hlavní posádkou Expedice 18. V květnu 2008 Šaripova, odvolaného ze zdravotních důvodů, nahradil Jurij Lončakov.
Fincke, Lončakov a americký vesmírný turista Richard Garriott odstartovali 12. října 2008 v Sojuzu TMA-13. Po spojení s ISS během týdne přebrali stanici od Expedice 17. Její členové Sergej Volkov a Oleg Kononěnko se s Garriottem vrátili na Zemi a kosmonauti Expedice 18 (včetně Gregory Chamitoffa, který přešel z Expedice 17) zůstali na stanici. Fincke s Lončakovem po obvyklém půlroce pobytu na stanici přistáli 8. dubna 2009 po letu trvajícím 178 dní a 14 minut.

### 3. kosmický let (STS-134 / ISS)
Potřetí se na ISS ke krátkodobému pobytu jako letový specialista mise STS-134 při předposledním letu raketoplánů Space Shuttle v květnu 2011. Během mise provedl tři výstupy do vesmíru o celkové délce 26 hodin a 12 minut, čímž svůj souhrnný čas pobytu mimo bezpečí stanice zvýšil na 48 hodin a 37 minut..

### 4. kosmický let (SpaceX Crew-11 / ISS)
Po skončení třetího letu zůstal Fincke v aktivním tréninku pro případný další let, ale postupně se hluboce zapojil do aktivit spojených s vývojem nových kosmických lodí pro Program komerčních posádek (Commercial Crew Program, CCP), tedy lodí Crew Dragon od SpaceX a Starliner od Boeingu. V lednu NASA 2019 oznámila, že Fincke bude členem posádky první letu Starlineru označovaného Boeing Crew Flight Test (CFT). V červnu 2022 však agentura rozhodla o zmenšení posádky pro testovací let na dva astronauty, Barryho Wilmora a Sunitu Williamsovou. Fincke se stal záložním pilotem a o čtvrt roku později NASA oznámila, že současně bude pilotem základní posádky pro první řádnou misi Boeing Starliner-1, která se podle tehdejších plánů měla uskutečnit na podzim 2023 nebo na jaře 2024. Kvůli neočekávanému prodloužení testovacího letu CFT, který se z plánovaných osmi dní protáhl na 9 měsíců, a následnému prodlužování certifikace lodi pro další lety, se nakonec NASA v březnu 2025 rozhodla přeřadit Finckeho (a japonského kolegu s posádky Starlineru-1 Kimiju Jui) do mise SpaceX Crew-11 s plánovaným startem nejdříve v červenci 2025 a s výhledem půlročního pobytu na ISS.
Ke svému čtvrtému kosmickému tak odletěl 1. srpna 2025 jako pilot mise SpaceX Crew-11, spolu s Juim, velitelkou mise, americkou astronautkou Zenou Carmanovou a ruským kosmonautem Olegem Platonovem. Na více než 3 měsíce se stanou členy Expedice 73 a poté na další nejméně 2 měsíce členy následující Expedice 74.

## Další aktivity
Společně s dalším astronautem Terrym Virtsem obdržel drobnou cameo roli v epizodě „Toto jsou cesty…“ (2005), posledním díle sci-fi seriálu Star Trek: Enterprise.